# Jenny Hagel
Jenny Hagel é uma comediante e escritora de comédia americana. Atualmente, ela é escritora e intérprete do Late Night with Seth Meyers, onde é conhecida por atuar no segmento recorrente "Jokes Seth Can't Tell", junto com o apresentador Seth Meyers e a colega escritora e intérprete Amber Ruffin . Hagel também atua como Produtora Executiva e Redatora Principal no The Amber Ruffin Show no Peacock . Em 2022, Hagel e Amber Ruffin co-fundaram sua produtora Straight to Cards sob seu acordo geral com a Universal Television .

## Carreira
Hagel se formou no College of William and Mary . Em seguida, ela recebeu um MFA em Redação para Tela e Palco pela Northwestern University School of Communication em 2009, onde foi ensinada por David E. Tolchinsky. Ela realizou improvisação e comédia de esquetes no The Second City em Chicago por cinco anos antes de se mudar para a cidade de Nova York . Além de Late Night with Seth Meyers, ela escreveu para vários outros programas de TV de comédia, incluindo Impractical Jokers, Big Gay Sketch Show e o programa MTV 10 on Top, do qual ela era a redatora principal. Em 2020, ela se tornou a redatora-chefe inaugural do The Amber Ruffin Show no Peacock . No ano de 2022, ela foi indicada ao prêmio GLAAD por seu trabalho abordando questões LGBTQ no programa Late Night.

## Vida pessoal
Hagel é filha de Virginia e do juiz Lawrence B. Hagel . Ela descreve como sua paixão pela comédia foi como herdada de seus pais e avós, pois foi criada em uma família que valorizava o humor. Como Jenny morava em uma área onde o negócio do entretenimento não era grande, ela não pensou em fazer carreira na comédia até se mudar dos subúrbios do norte da Virgínia . Hagel é descendente de porto-riquenhos . Ela atualmente mora no Brooklyn com seu filho.

## Filmografia
- 2008: Potencial Humano (Curta) – Escritor, Atriz
- 2008: Crafty (curta) – Escritor, Atriz
- 2009: Suporte Técnico (Curta) – Escritor, Atriz
- 2010: Feminist Rapper (Curta) – Diretora, Escritora, Atriz
- 2010: The Big Gay Sketch Show (série de TV) – Escritor (1 episódio)
- 2010: Comentário Positivo (Curta) – Diretor, Escritor, Atriz
- 2010: 10 on Top (Série de TV) – Escritor (3 episódios)
- 2010: Nice Shirt (Short) – Escritor, Produtor, Atriz
- 2013: Impractical Jokers (série de TV) – Produtor de Comédia
- 2016–presente: Late Night with Seth Meyers (série de TV) – escrito por (mais de 175 episódios), Performer
- 2018: White Guy Talk Show (série de TV) – Escritor (39 episódios)
- 2018: 75º Globo de Ouro (Especial de TV) – Roteirista
- 2019: 76º Globo de Ouro (Especial de TV) – Roteirista
- 2020: Peacock Presents: The At-Home Variety Show Apresentando Seth MacFarlane (curta série de TV) – Escrito por (2 episódios)
- 2020: The Amber Ruffin Show - Escritor Principal